# Coke Zero 400
| Provas NASCAR - Monster Energy Cup 2019                               |
| Temporada Regular                                                     |
| --------------------------------------------------------------------- |
| Advance Auto Parts Clash (Daytona - Corrida de Exibição)              |
| Can-Am Duels (Daytona - Duelos Classificatórios para a Daytona 500)   |
| 1. Daytona 500 (Daytona)                                              |
| 2. Folds of Honor QuikTrip 500 (Atlanta)                              |
| 3. Pennzoil 400 (Las Vegas) (Las Vegas)                               |
| 4. TicketGuardian 500 (Phoenix)                                       |
| 5. Auto Club 400 (Auto Club)                                          |
| 6. STP 500 (Martinsville)                                             |
| 7. O'Reilly Auto Parts 500 (Texas)                                    |
| 8. Food City 500 (Bristol)                                            |
| 9. Toyota Owners 400 (Richmond)                                       |
| 10. GEICO 500 (Talladega)                                             |
| 11. AAA 400 Drive for Autism (Dover)                                  |
| 12. KC Masterpiece 400 (Kansas)                                       |
| Monster Energy Open (Charlotte - Repescagem para a Corrida do Milhão) |
| Monster Energy NASCAR All-Star Race (Charlotte - Corrida do Milhão)   |
| 13. Coca-Cola 600 (Charlotte)                                         |
| 14. Pocono 400 (Pocono)                                               |
| 15. FireKeepers Casino 400 (Michigan)                                 |
| 16. Toyota/Save Mart 350 (Sonoma)                                     |
| 17. Camping World 400 (Chicagoland)                                   |
| 18. Coke Zero 400 (Daytona 2)                                         |
| 19. Quaker State 400 (Kentucky)                                       |
| 20. Foxwoods Resort Casino 301 (New Hampshire)                        |
| 21. Gander Outdoors 400 (Pocono 2)                                    |
| 22. Go Bowling at The Glen (Watkins Glen)                             |
| 23. Consumers Energy 400 (Michigan 2)                                 |
| 24. Bass Pro Shops NRA Night Race (Bristol 2)                         |
| 25. Bojangles' Southern 500 (Darlington)                              |
| 26. Brickyard 400 (Indianápolis)                                      |
| Provas dos Playoffs                                                   |
| Round of 16                                                           |
| 27. South Point 400 (Las Vegas 2)                                     |
| 28. Federated Auto Parts 400 (Richmond 2)                             |
| 29. Bank of America Roval 400 (Charlotte - Roval)                     |
| Round of 12                                                           |
| 30. Gander Outdoors 400 (Dover 2)                                     |
| 31. 1000Bulbs.com 500 (Talladega 2)                                   |
| 32. Hollywood Casino 400 (Kansas 2)                                   |
| Round of 8                                                            |
| 33. First Data 500 (Martinsville 2)                                   |
| 34. AAA Texas 500 (Texas)                                             |
| 35. Can-Am 500 (Phoenix 2)                                            |
| Championship 4                                                        |
| 36. Ford EcoBoost 400 (Homestead-Miami)                               |
| Provas inativas/extintas                                              |
| Alamo 500 (1972-73)                                                   |
| Budweiser 400 (1970-81)                                               |
| Budweiser NASCAR 400 (1979-81)                                        |
| Carolina Dodge Dealers 400(1952, 1957-2004)                           |
| Coca-Cola 500 (Motegi) (1998)                                         |
| Coors 420 (1973-84)                                                   |
| First Union 400 (1951-85)                                             |
| ISM Connect 300 (1997-2017)                                           |
| Kobalt Tools 500 (1960-2010)                                          |
| Los Angeles Times 500 (1971-72, 1974-80)                              |
| Music City USA 420 (1973-80)                                          |
| Myers Brothers 200 (1962)                                             |
| Northern 300 (1958-59, 1967-72)                                       |
| Pepsi 420 (1958-84)                                                   |
| Pepsi Max 400 (2004-2010)                                             |
| Pop Secret Microwave Popcorn 400 (1965-2003)                          |
| Subway 400 (1966-2004)                                                |
| NASCAR Thunder 100 (1996-97)                                          |
| Tyson Holly Farms 400 (1949-96)                                       |
| Winston Western 500 (1958-87)                                         |

A chamada 400 Milhas de Daytona (referida por razões de publicidade como Coke Zero 400) é a corrida no superoval encurtada para 400 milhas (644 km) realizada no Daytona International Speedway pela Monster Energy NASCAR Cup Series, também conhecida como Daytona 400. Realizada sempre na semana do 4 de Julho (Independência norte-americana) disputada desde 1959 como o segundo grande evento do circuito atrás da Daytona 500. Desde 1998 é realizada durante a noite e as 4 primeiras edições dessa prova foram corridas com 250 milhas de distância.
As "400 milhas de Daytona" (também chamado de Coke Zero 400 por causa da publicidade) é uma corrida da Monster Energy NASCAR Cup Series que tem lugar no layout oval de 2,5 milhas (4,0 km) desde 1959 no Daytona International Speedway. A corrida tem uma duração de 160 voltas, 400 milhas (640 km), e é o segundo maior evento de carros que ocorre em Daytona na NASCAR Cup Series, com o outro sendo as 500 milhas de Daytona.
Nas quatro primeiras edições da corrida foram 100 voltas, portanto 250 milhas. Em seguida, estende-se a corrida em 1963 para 160 voltas, 400 milhas.
Desde a primeira corrida em 1959 até 1987, celebrou-se a corrida, em 4 de julho, que é o chamado "Independence Day". Desde 1988, a corrida foi realizada no primeiro sábado de julho, o mais próximo para o dia nacional. Desde 1998, é a primeira corrida de pista que ocorre à noite.

## Estatísticas e recordes da corrida
David Pearson é o maior vencedor da corrida, com cinco vitórias, seguido por Cale Yarborough e Tony Stewart que tem quatro vitórias. Quanto as marcas, Chevrolet e Ford são os mais bem sucedidas.
Venceram as 500 Milhas de Daytona e as 400 Milhas de Daytona(Coke Zero 400) no mesmo ano
| Piloto vencedor da Daytona 500/400 Milhas de Daytona | Anos |
| ---------------------------------------------------- | ---- |
| Fireball Roberts                                     | 1962 |
| Cale Yarborough                                      | 1968 |
| LeeRoy Yarbrough                                     | 1969 |
| Bobby Allison                                        | 1982 |
| Jimmie Johnson                                       | 2013 |

Segue a lista, até fevereiro de 2015, os recordes das voltas e médias horárias de velocidade no circuito oval de 2,5 milhas (4,0 km) de Daytona, computados até esta data, a seguir. Ela inclui provas de divisões inferiores da NASCAR: NASCAR Xfinity Series e NASCAR Truck Series:
| Recorde                                         | Ano               | Data              | Piloto             | Marca             | Tempo             | Velocidade/Vel.Média       |
| NASCAR Cup Series                               | NASCAR Cup Series | NASCAR Cup Series | NASCAR Cup Series  | NASCAR Cup Series | NASCAR Cup Series | NASCAR Cup Series          |
| ----------------------------------------------- | ----------------- | ----------------- | ------------------ | ----------------- | ----------------- | -------------------------- |
| Volta de Classificação mais rápida              | 1987              | 9 de fevereiro    | Bill Elliott       | Ford              | 42.783            | 210,364 mph (338,548 km/h) |
| A Daytona 500 mais rápida - 500 milhas (800 km) | 1980              | 17 de fevereiro   | Buddy Baker        | Oldsmobile        | 2:48:55           | 177,602 mph (285,823 km/h) |
| 400 milhas (640 km) de Daytona mais rápida      | 1980              | 4 de julho        | Bobby Allison      | Oldsmobile        | 2:18:21           | 173,473 mph (279,178 km/h) |
| 250 milhas (400 km) de Daytona mais rápida      | 1961              | 4 de julho        | David Pearson      | Pontiac           | 1:37:13           | 154,294 mph (248,312 km/h) |
| NASCAR Xfinity Series                           |                   |                   |                    |                   |                   |                            |
| Volta de Classificação mais rápida              | 1987              |                   | Tommy Houston      | Buick             | 46.298            | 194,389 mph (312,839 km/h) |
| 300 milhas (480 km) mais rápida                 | 1985              | 16 de fevereiro   | Geoff Bodine       | Pontiac           | 1:54:33           | 157,137 mph (252,887 km/h) |
| 250 milhas (400 km) mais rápida                 | 2003              | 4 de julho        | Dale Earnhardt Jr. | Chevrolet         | 1:37:35           | 153,715 mph (247,380 km/h) |
| NASCAR Truck Series                             |                   |                   |                    |                   |                   |                            |
| Volta de Classificação mais rápida              | 2015              | 20 de fevereiro   | Spencer Gallagher  | Chevrolet         | 47.332            | 190,146 mph (306,010 km/h) |
| 250 milhas (400 km) mais rápida                 | 2006              | 17 de fevereiro   | Mark Martin        | Ford              | 1:42:18           | 146,622 mph (235,965 km/h) |

## Estatísticas

### Lista de vencedores da Daytona 400 por piloto, equipe e marca
| Ano  | Piloto              | Equipe               | Marca     | Distância da corrida | Distância da corrida | Tempo   | Velocidade media (mph) |
| Ano  | Piloto              | Equipe               | Marca     | Voltas               | Milhas (km)          | Tempo   | Velocidade media (mph) |
| ---- | ------------------- | -------------------- | --------- | -------------------- | -------------------- | ------- | ---------------------- |
| 1959 | Fireball Roberts    | Jim Stephens         | Pontiac   | 100                  | 250 (402.336)        | 1:46:42 | 140.581                |
| 1960 | Jack Smith          | Jack Smith           | Pontiac   | 100                  | 250 (402.336)        | 1:42:09 | 146.842                |
| 1961 | David Pearson       | John Masoni          | Pontiac   | 100                  | 250 (402.336)        | 1:37:13 | 154.294                |
| 1962 | Fireball Roberts    | Banjo Matthews       | Pontiac   | 100                  | 250 (402.336)        | 1:37:36 | 153.688                |
| 1963 | Fireball Roberts    | Holman-Moody         | Ford      | 160                  | 400 (643.737)        | 2:39:01 | 150.927                |
| 1964 | A. J. Foyt          | Ray Nichels          | Dodge     | 160                  | 400 (643.737)        | 2:38:28 | 151.451                |
| 1965 | A. J. Foyt          | Wood Brothers        | Ford      | 160                  | 400 (643.737)        | 2:39:57 | 150.046                |
| 1966 | Sam McQuagg         | Ray Nichels          | Dodge     | 160                  | 400 (643.737)        | 2:36:02 | 153.813                |
| 1967 | Cale Yarborough     | Wood Brothers        | Ford      | 160                  | 400 (643.737)        | 2:47:09 | 143.583                |
| 1968 | Cale Yarborough     | Wood Brothers        | Mercury   | 160                  | 400 (643.737)        | 2:23:30 | 167.247                |
| 1969 | LeeRoy Yarbrough    | Junior Johnson       | Ford      | 160                  | 400 (643.737)        | 2:29:11 | 160.875                |
| 1970 | Donnie Allison      | Banjo Matthews       | Ford      | 160                  | 400 (643.737)        | 2:27:56 | 162.235                |
| 1971 | Bobby Isaac         | Nord Krauskopf       | Dodge     | 160                  | 400 (643.737)        | 2:28:12 | 161.947                |
| 1972 | David Pearson       | Wood Brothers        | Mercury   | 160                  | 400 (643.737)        | 2:29:14 | 160.821                |
| 1973 | David Pearson       | Wood Brothers        | Mercury   | 160                  | 400 (643.737)        | 2:31:27 | 158.468                |
| 1974 | David Pearson       | Wood Brothers        | Mercury   | 160                  | 400 (643.737)        | 2:53:32 | 138.310                |
| 1975 | Richard Petty       | Petty                | Dodge     | 160                  | 400 (643.737)        | 2:31:32 | 158.381                |
| 1976 | Cale Yarborough     | Junior Johnson       | Buick     | 160                  | 400 (643.737)        | 2:29:06 | 160.966                |
| 1977 | Richard Petty       | Petty                | Dodge     | 160                  | 400 (643.737)        | 2:48:10 | 142.716                |
| 1978 | David Pearson       | Wood Brothers        | Mercury   | 160                  | 400 (643.737)        | 2:35:30 | 154.340                |
| 1979 | Neil Bonnett        | Wood Brothers        | Mercury   | 160                  | 400 (643.737)        | 2:18:49 | 172.890                |
| 1980 | Bobby Allison       | Bud Moore            | Mercury   | 160                  | 400 (643.737)        | 2:18:21 | 173.473                |
| 1981 | Cale Yarborough     | M.C. Anderson        | Buick     | 160                  | 400 (643.737)        | 2:48:32 | 142.588                |
| 1982 | Bobby Allison       | DiGard               | Buick     | 160                  | 400 (643.737)        | 2:27:09 | 163.099                |
| 1983 | Buddy Baker         | Wood Brothers        | Ford      | 160                  | 400 (643.737)        | 2:23:20 | 167.442                |
| 1984 | Richard Petty       | Mike Curb            | Pontiac   | 160                  | 400 (643.737)        | 2:19:59 | 171.204                |
| 1985 | Greg Sacks          | DiGard               | Chevrolet | 160                  | 400 (643.737)        | 2:31:12 | 158.730                |
| 1986 | Tim Richmond        | Hendrick             | Chevrolet | 160                  | 400 (643.737)        | 3:01:56 | 131.916                |
| 1987 | Bobby Allison       | Stavola Brothers     | Buick     | 160                  | 400 (643.737)        | 2:29:00 | 161.074                |
| 1988 | Bill Elliott        | Melling              | Ford      | 160                  | 400 (643.737)        | 2:26:58 | 163.302                |
| 1989 | Davey Allison       | Robert Yates         | Ford      | 160                  | 400 (643.737)        | 3:01:32 | 132.207                |
| 1990 | Dale Earnhardt      | Richard Childress    | Chevrolet | 160                  | 400 (643.737)        | 2:29:10 | 160.894                |
| 1991 | Bill Elliott        | Melling Racing       | Ford      | 160                  | 400 (643.737)        | 2:30:50 | 159.116                |
| 1992 | Ernie Irvan         | Morgan-McClure       | Chevrolet | 160                  | 400 (643.737)        | 2:20:47 | 170.457                |
| 1993 | Dale Earnhardt      | Richard Childress    | Chevrolet | 160                  | 400 (643.737)        | 2:38:09 | 151.755                |
| 1994 | Jimmy Spencer       | Junior Johnson       | Ford      | 160                  | 400 (643.737)        | 2:34:17 | 155.558                |
| 1995 | Jeff Gordon         | Hendrick             | Chevrolet | 160                  | 400 (643.737)        | 2:23:44 | 166.976                |
| 1996 | Sterling Marlin     | Morgan-McClure       | Chevrolet | 117*                 | 292.5 (470.733)      | 1:48:36 | 161.602                |
| 1997 | John Andretti       | Cale Yarborough      | Ford      | 160                  | 400 (643.737)        | 2:32:06 | 157.791                |
| 1998 | Jeff Gordon         | Hendrick             | Chevrolet | 160                  | 400 (643.737)        | 2:46:02 | 144.549                |
| 1999 | Dale Jarrett        | Robert Yates         | Ford      | 160                  | 400 (643.737)        | 2:21:50 | 169.213                |
| 2000 | Jeff Burton         | Roush                | Ford      | 160                  | 400 (643.737)        | 2:41:32 | 148.576                |
| 2001 | Dale Earnhardt, Jr. | Dale Earnhardt       | Chevrolet | 160                  | 400 (643.737)        | 2:32:17 | 157.601                |
| 2002 | Michael Waltrip     | Dale Earnhardt       | Chevrolet | 160                  | 400 (643.737)        | 2:56:32 | 135.952                |
| 2003 | Greg Biffle         | Roush                | Ford      | 160                  | 400 (643.737)        | 2:24:29 | 166.109                |
| 2004 | Jeff Gordon         | Hendrick             | Chevrolet | 160                  | 400 (643.737)        | 2:45:23 | 145.117                |
| 2005 | Tony Stewart        | Joe Gibbs            | Chevrolet | 160                  | 400 (643.737)        | 3:03:11 | 131.016                |
| 2006 | Tony Stewart        | Joe Gibbs            | Chevrolet | 160                  | 400 (643.737)        | 2:36:43 | 153.143                |
| 2007 | Jamie McMurray      | Roush Fenway         | Ford      | 160                  | 400 (643.737)        | 2:52:41 | 138.983                |
| 2008 | Kyle Busch          | Joe Gibbs            | Toyota    | 162*                 | 405 (651.784)        | 2:55:23 | 138.554                |
| 2009 | Tony Stewart        | Stewart-Haas         | Chevrolet | 160                  | 400 (643.737)        | 2:48:28 | 142.461                |
| 2010 | Kevin Harvick       | Richard Childress    | Chevrolet | 166*                 | 415 (667.877)        | 3:03:28 | 130.814                |
| 2011 | David Ragan         | Roush Fenway         | Ford      | 170*                 | 425 (683.971)        | 2:39:53 | 159.491                |
| 2012 | Tony Stewart        | Stewart-Haas         | Chevrolet | 160                  | 400 (643.737)        | 2:32:14 | 157.653                |
| 2013 | Jimmie Johnson      | Hendrick             | Chevrolet | 161*                 | 402.5 (647.76)       | 2:36:30 | 154.313                |
| 2014 | Aric Almirola       | Richard Petty        | Ford      | 112*                 | 280 (450.616)        | 2:09:13 | 130.014                |
| 2015 | Dale Earnhardt, Jr. | Hendrick Motorsports | Chevrolet | 161*                 | 402.5 (647.76)       | 2:58:58 | 134.941                |
| 2016 | Brad Keselowski     | Penske               | Ford      | 161*                 | 402.5 (647.76)       | 2:40:38 | 150.342                |
| 2017 | Ricky Stenhouse Jr. | Roush Fenway         | Ford      | 163*                 | 407.5 (655.807)      | 3:17:12 | 123.986                |
| 2018 | Erik Jones          | Joe Gibbs            | Toyota    | 168*                 | 420 (675.924)        | 3:13:12 | 130.435                |

Notas
- 1996 e 2014 - Corridas encurtadas devido à chuva.
- 2008, 2010, 2011, 2013, 2015, 2016, 2017 e 2018 - Corridas estendidas devido ao green-white-checker finish.

### Pilotos múltiplas vezes vencedores
| Vitórias | Pilotos             | Corridas vencidas            |
| -------- | ------------------- | ---------------------------- |
| 5        | David Pearson       | 1961, 1972, 1973, 1974, 1978 |
| 4        | Cale Yarborough     | 1967, 1968, 1976, 1981       |
| 4        | Tony Stewart        | 2005, 2006, 2009, 2012       |
| 3        | Fireball Roberts    | 1959, 1962, 1963             |
| 3        | Richard Petty       | 1975, 1977, 1984             |
| 3        | Bobby Allison       | 1980, 1982, 1987             |
| 3        | Jeff Gordon         | 1995, 1998, 2004             |
| 2        | A. J. Foyt          | 1964, 1965                   |
| 2        | Bill Elliott        | 1988, 1991                   |
| 2        | Dale Earnhardt      | 1990, 1993                   |
| 2        | Dale Earnhardt, Jr. | 2001, 2015                   |

### Equipes múltiplas vezes vencedoras
| Vitórias | Equipe                      | Corridas vencidas                                    |
| -------- | --------------------------- | ---------------------------------------------------- |
| 9        | Wood Brothers Racing        | 1965, 1967, 1968, 1972, 1973, 1974, 1978, 1979, 1983 |
| 6        | Hendrick Motorsports        | 1986, 1995, 1998, 2004, 2013, 2015                   |
| 5        | Roush Fenway Racing         | 2000, 2003, 2007, 2011, 2017                         |
| 4        | Joe Gibbs Racing            | 2005, 2006, 2008, 2018                               |
| 3        | Junior Johnson & Associates | 1969, 1976, 1994                                     |
| 3        | Richard Childress Racing    | 1990, 1993, 2010                                     |
| 2        | Banjo Matthews              | 1962, 1970                                           |
| 2        | Ray Nichels                 | 1964, 1966                                           |
| 2        | Petty Enterprises           | 1975, 1977                                           |
| 2        | DiGard Motorsports          | 1982, 1985                                           |
| 2        | Melling Racing              | 1988, 1991                                           |
| 2        | Robert Yates Racing         | 1989, 1999                                           |
| 2        | Morgan-McClure Motorsports  | 1992, 1996                                           |
| 2        | Dale Earnhardt, Inc.        | 2001, 2002                                           |
| 2        | Stewart-Haas Racing         | 2009, 2012                                           |

### Vitórias das marcas/montadoras
| Vitórias | Marca     | Corridas vencidas                                                                                                |
| -------- | --------- | --- |
| 19       | Ford      | 1963, 1965, 1967, 1969, 1970, 1983, 1988, 1989, 1991, 1994, 1997, 1999, 2000, 2003, 2007, 2011, 2014, 2016, 2017 |
| 18       | Chevrolet | 1985, 1986, 1990, 1992, 1993, 1995, 1996, 1998, 2001, 2002, 2004, 2005, 2006, 2009, 2010, 2012, 2013, 2015       |
| 7        | Mercury   | 1968, 1972, 1973, 1974, 1978, 1979, 1980                                                                         |
| 5        | Dodge     | 1964, 1966, 1971, 1975, 1977                                                                                     |
| 5        | Pontiac   | 1959, 1960, 1958, 1962, 1984                                                                                     |
| 4        | Buick     | 1976, 1981, 1982, 1987                                                                                           |
| 2        | Toyota    | 2008, 2018 |